# Ruta 180 (Chile)
La Ruta 180 es una carretera chilena que se ubica en las regiones del Bíobío y de La Araucanía en la zona centro-sur de Chile. La ruta se inicia en el cruce de la Ruta 5 en Los Ángeles y finaliza en Huequén, en la comuna de Angol.
El 19 de febrero de 2009, el Ministerio de Obras Públicas declaró esta ruta como camino nacional entre Los Ángeles, Renaico y Huequén, asignándole el rol 180. El 5 de mayo de 2014, se modificó el inicio de la ruta al cruce con la Ruta 5 en el bypass Los Ángeles y el tramo entre este cruce y la ciudad de Los Ángeles se designó como la Ruta 178.

## Áreas Geográficas y Urbanas
- Ruta 178
- kilómetro 0 Comuna de Los Ángeles.
- kilómetro 24 Puente Coihue. Río Biobío. Cruce Nacimiento/Negrete (Ruta de la Madera).
- kilómetro 41 Comuna de Renaico.
- kilómetro 56 Acceso a la Comuna de Angol.
- Ruta R-86

## Sectores de la Ruta
- Bypass Los Ángeles·Angol Carretera Pavimentada.

## Autopista de Nahuelbuta
Debido al gran flujo vehicular producido alrededor de las 8 de la mañana y las 7 de la tarde, se ha propuesto la creación de una autopista de doble calzada que uniría Los Ángeles con Angol. Actualmente, ha generado cierto malestar entre los habitantes que se desplazan a diario, aunque otros grupos defienden la implementación debido a que la ruta actual no es apta para el alto tráfico que tiene.